# Setsuyōshū
El Setsuyōshū o Setchōshū (節用集?) es un nombre genérico para un tipo de diccionario japonés publicado por primera vez durante el período Muromachi (1336-1573). El título significa aproximadamente «colección austera» - setsuyō significa «ahorro» o «economización» y hace referencia a las Analectas de Confucio, «El que gobierna un reino de mil carros debe ser serio, honesto, austero, amar a la gente y encomendarle cosas al pueblo según las circunstancias».

## Organización
Hay numerosas ediciones de Setsuyōshū (más de 180 del Período Edo) y muchas varían en contenido y formato. La mayoría de las versiones clasifican las palabras según su primera sílaba de acuerdo con su orden de aparición en el poema Iroha en 43-47 divisiones (bu 部) y 9-16 subdivisiones semánticas (mon 門), que usualmente comienzan con "Cielo y Tierra" (Tenchi 天地) y terminan con "Palabras no clasificadas" (Genji 言辞). Este arreglo combina el ordenamiento fonético de Iroha Jiruishō y las clasificaciones semánticas de Kagakushū.

## Contenido
Los setsuyoushu son diccionarios, desde los elementales a los eruditos, que agrupan palabras de acuerdo con algunas categorías de enciclopedias chinas como cosmología, geografía, anatomía, ropa y herramientas. Ya que pueden traer grandes suplementos de geografía política, sociedad, historia y otros temas, estas obras se pueden considerar “enciclopedias”. Algunas de ellas se pueden considerar como “enciclopedias ilustrada de la humanidad”. 
Uno de los principales elementos que constituyen esta cultura colectiva son los emperadores. Aquí podríamos hacer una pequeña reflexión con lo que hemos visto en clase: esta clase de elementos de carácter político-histórico sirven, en diferentes momentos históricos y lugares, para unificar una sociedad y aumentar la cohesión social a través de vínculos simbólicos. Aparecen detalladas 114 generaciones de emperadores: desde el primero, Jinmu, hasta el vigente entonces, ordenados numéricamente.
| Categoría | Categoría    | Categoría                 | Contenido |
| Kanji     | Romanización | Significado               | Contenido |
| --------- | ------------ | ------------------------- | --- |
| 乾坤      | Kenkon       | Cielo y tierra            | Incluye palabras sobre el sol y la luna, cuerpos celestes y las estrellas, la lluvia y la nieve, los vientos y las nubes y otros fenómenos naturales, así como lugares famosos, palacios y así sucesivamente. |
| 時候      | Jikō         | Estaciones                | Incluye varios nombres para las estaciones del año, mes, día y así sucesivamente. |
| 神仏      | Shinbutsu    | Dioses y budas            | Los nombres de los dioses y budas se incluyen aquí, así como los nombres de templos y santuarios. |
| 官位      | Kan'i        | Oficina y cargo           | Los nombres de las posiciones oficiales, títulos de corte y así sucesivamente se incluyen en esta categoría.                                                                                                  |
| 名字      | Myōji        | Nombres                   | Significa e incluye exactamente eso, nombres. |
| 人倫      | Jinrin       | Relaciones humanas        | Palabras sobre la familia, la amistad, etc. |
| 支体      | Shitai       | Anatomía                  | Incluye palabras sobre el cuerpo humano. |
| 食服      | Shokufuku    | Alimento y ropa           | Se entiende por alimento y la ropa e incluye palabras en esas categorías. |
| 器財      | Kizai        | Herramientas y utensilios | Martillos, espadas, ollas y sartenes. Lo que sea, está en esta categoría. |
| 気形      | Kikei        | Seres animados            | Incluye palabras sobre animales. |
| 草木      | Sōmoku       | Vegetación                | Árboles y plantas. |
| 数量      | Sūryō        | Pesos y medidas           | Incluye palabras de números y medidas. |
| 言語      | Gengo        | Lenguaje                  | Simplemente significa idioma o palabras. Incluye en su mayoría lo que no encaja en otros lugares, como los verbos, partículas, etc., sino también frases comunes y las palabras floridas.                     |

Nota: Se proporcionan los nombres romanizados de acuerdo con el japonés actual.